# Megan Rapinoe
Megan Anna Rapinoe (/rəˈpiːnoʊ/ ⓘ; sinh ngày 5 tháng 7 năm 1985) là một cựu cầu thủ bóng đá người Mỹ từng thi đấu ở vị trí tiền vệ cánh. Là thành viên của đội tuyển bóng đá nữ quốc gia Hoa Kỳ, cô đã giúp đội tuyển nữ Hoa Kỳ vô địch 2 kì World Cup vào các năm FIFA Women's World Cup 2015, FIFA Women's World Cup 2019, giành Huy chương Vàng môn bóng đá nữ tại Thế vận hội Mùa hè 2012. Kể từ năm 2018, cô đồng thời là đội trưởng đội tuyển quốc gia của mình cùng với Carli Lloyd và Alex Morgan.Trước đây cô đã chơi cho Chicago Red Stars , Philadelphia Independence và MagicJack trong Giải bóng đá chuyên nghiệp nữ (WPS), cũng như Olympique Lyon ở Giải hạng 1 Féminine của Pháp .
Rapinoe nổi tiếng trên thế giới với phong cách chơi kỹ thuật và qua người chính xác của cô trước Abby Wambach ở phút thứ 122 của trận tứ kết FIFA World Cup 2011 với Brazil, dẫn đến một bàn thắng cân bằng tỉ số và chiến thắng cuối cùng cho người Mỹ sau loạt sút luân lưu. Bàn thắng vào phút cuối đã lập kỷ lục về bàn thắng mới nhất từng được ghi trong một trận đấu và được trao giải thưởng ESPY 2011 của ESPN cho Chơi hay nhất trong năm. Trong Thế vận hội Mùa hè 2012 tại London, cô đã ghi được ba bàn thắng và ghi bốn bàn thắng giúp đội tuyển cao dẫn dắt Hoa Kỳ giành huy chương vàng. Cô là cầu thủ nam/nữ đầu tiên ghi được bàn thắng trực tiếp từ một góc tại Thế vận hội. 
Rapinoe là người ủng hộ cho nhiều tổ chức LGBTQ+, bao gồm Gay, Lesbian & Straight Education Network (GLSEN) và Athlete Ally. Năm 2013, cô được trao giải thưởng của ban giám đốc bởi Trung tâm đồng tính nam và đồng tính nữ Los Angeles. Cô được tài trợ bởi Nike, Samsung và DJO Global, và đã xuất hiện trong nhiều tác phẩm quảng cáo cho công ty quần áo Wild Phường, cũng như cho Nike. Trước đây cô từng chơi cho Chicago Red Stars, Philadelphia Độc lập và magicJack trong Bóng đá nữ chuyên nghiệp (WPS) cũng như Olympique Lyonnais Féminin ở Pháp. Rapinoe được đưa vào danh sách 100 người có ảnh hưởng nhất năm 2020 của tạp chí Time. Vào tháng 7 năm 2022, Rapinoe đã nhận được Huân chương Tự do của Tổng thống từ Joe Biden.

## Thời trẻ
Rapinoe lớn lên ở Redding, California, cùng với cha mẹ, Jim và Denise, và năm anh chị em của cô, bao gồm cả anh em sinh đôi, Rachael Rapinoe. Cô thần tượng anh trai Brian, và bắt đầu đá bóng từ năm ba tuổi khi anh bắt đầu chơi. Khi cô mười tuổi và anh mười lăm tuổi, anh bị giam giữ ở tuổi vị thành niên, và sau đó vào và ra khỏi nhiều nhà tù khác nhau, bao gồm siêu tù Nhà tù bang Pelican Bay. Brian đã nỗ lực hết sức để tránh ma túy sau khi nhìn thấy thành công của em gái mình trong bóng đá quốc tế. Đối với cả Rachael và Megan, bóng đá là một phương tiện để thoát khỏi tình trạng lạm dụng ma túy đang lan rộng ở vùng nông thôn California.

### Thời trung học
Rapinoe dành phần lớn tuổi trẻ của mình để chơi với các đội do cha cô huấn luyện cho đến khi học trung học. Instead of playing soccer at Foothill High School, Rapinoe played for the Elk Grove Pride club team, located south of Sacramento. Cô thi đấu khi là sinh viên năm thứ nhất và năm thứ hai; thi đấu bóng rổ với tư cách là sinh viên năm nhất, năm hai và năm cuối; và đã ở trên danh dự mỗi học kỳ của trường trung học. đã được Parade và  Hiệp hội Huấn luyện viên Bóng đá Quốc gia Hoa Kỳ (NSCAA) Toàn Mỹ như một junior và senior. Cô được chọn vào Đội bóng đá nữ trường trung học toàn Mỹ của McDonald năm 2004. Rapinoe đã chơi cho đội Chương trình Phát triển Olympic (ODP) dưới 14 tuổi ở Bắc California vào năm 1999 cũng như đội ODP khu vực vào năm 2002.

## Sự nghiệp câu lạc bộ
Bóng đá nữ chuyên nghiệp (WPS), 2009–2011
Rapinoe đã được chọn thứ hai chung cuộc trong Dự thảo WPS 2009 bởi Chicago Red Stars cho mùa giải khai mạc của Bóng đá chuyên nghiệp nữ (WPS) , giải bóng đá cao nhất ở Hoa Kỳ vào thời điểm đó.  Cô ấy có tên trong đội hình xuất phát ở 17 trong số 18 trận đấu mà cô ấy ra sân cho Red Stars với tổng cộng 1.375 phút trên sân.  Rapinoe ghi hai bàn và kiến tạo ba bàn khác.  Vào tháng 8 năm 2009, cô được đặt tên vào Đội hình All-Star của giải đấu  và chơi trong trận đấu WPS All-Star 2009 với nhà vô địch Damallsvenskan người Thụy Điển Umeå IK.  Năm 2010, cô đá chính ở 19 trong số 20 trận mà cô xuất hiện cho Red Stars. Cô ấy đã ghi một bàn thắng. 
Vào tháng 12 năm 2010, Rapinoe ký hợp đồng với đội mở rộng Philadelphia Independence sau khi Chicago Red Stars ngừng hoạt động.  Cô ấy đã xuất hiện trong bốn trận đấu và ghi một bàn thắng trước khi được chuyển sang MagicJack (trước đây là Washington Freedom) khi cô ấy ở Đức tham dự Giải vô địch bóng đá nữ thế giới 2011 .  Có thông tin cho rằng "tiền mặt cân nhắc" liên quan đến việc chuyển nhượng là 100.000 USD.  Mức lương trung bình cho một cầu thủ nữ trong giải đấu là 25.000 USD.  Rapinoe đã ghi hai bàn trong tám lần ra sân thường xuyên trong mùa giải cho MagicJack giúp đội đứng thứ ba trên bảng xếp hạng giải đấu và giành một suất vào vòng loại trực tiếp.  Trong trận bán kết của đội với Boston Breakers vào ngày 17 tháng 8 năm 2011, Rapinoe đã ghi bàn ở phút 61, củng cố chiến thắng 3–1 của đội và tiến vào trận chung kết vô địch.  MagicJack sau đó bị Philadelphia Independence đánh bại 2–0 trong trận chung kết.  Vào ngày 25 tháng 10 năm 2011, WPS đã bỏ phiếu chấm dứt nhượng quyền thương mại MagicJack, khiến Rapinoe và nhiều người chơi khác trở thành đại lý tự do cho mùa giải 2012.  Giải đấu bị đình chỉ hoạt động vào đầu năm 2012. 
Sydney FC và Nữ Seattle Sounders, 2011–2012
Vào tháng 10 năm 2011, Rapinoe ký hợp đồng với đội W-League của Úc Sydney FC với tư cách là cầu thủ khách mời trong hai trận đấu.  Trong trận đấu thứ hai với Melbourne Victory , cô ấy đã ghi bàn khi còn bảy phút để mang về ba điểm cho Sydney.  Đây là chiến thắng đầu tiên của Sydney trong mùa giải 2011–12 .  Sydney FC tiếp tục về đích ở vị trí thứ ba trong mùa giải thông thường  và tiến vào vòng loại trực tiếp, nơi họ bị đánh bại bởi Brisbane Roar trong loạt sút luân lưu. 
Vào mùa hè năm 2012, Rapinoe đã cùng với các thành viên trong đội tuyển quốc gia Hope Solo , Sydney Leroux , Alex Morgan và Stephanie Cox thi đấu với Seattle Sounders Women giữa các trại với đội tuyển quốc gia khi họ chuẩn bị cho Thế vận hội Mùa hè 2012 .  Về việc ký hợp đồng, huấn luyện viên trưởng Michelle French của Sounders cho biết, "Xuất phát từ khả năng lãnh đạo và thành công của cô ấy tại Đại học Portland, Megan đã tiếp tục phát triển và trở thành một trong những cầu thủ thú vị, khó đoán, sáng tạo và hào nhoáng nhất trong trò chơi dành cho nữ." Rapinoe đã có hai lần ra sân trong mùa giải thường xuyên cùng đội, thực hiện hai pha kiến tạo.  Với sự hiện diện của Rapinoe và các đồng đội quốc gia của cô ấy trong đội,  Sounders đã bán hết vé chín trong số mười trận đấu trên sân nhà của họ tại Sân vận động Starfire có sức chứa 4.500 người .  Tỷ lệ tham dự trung bình trong mùa giải 2012 của Sounders Women cao gấp bốn lần so với đội gần nhất tiếp theo. 

### Thế vận hội Lyon, 2013–2014
Vào tháng 1 năm 2013, Rapinoe đã ký hợp đồng sáu tháng với Olympique Lyonnais , đội bóng của Pháp trước đó đã giành được sáu chức vô địch giải VĐQG Pháp liên tiếp và hai danh hiệu châu Âu liên tiếp, với mức lương được báo cáo là 11.000 € (hoặc khoảng 14.000 đô la) một tháng.  Rapinoe đã chơi sáu trận đấu thường xuyên trong mùa giải cho đội, ghi hai bàn thắng chủ yếu khi chơi ở vị trí tiền vệ cánh trái trong đội hình 4–3–3 của đội . 
Rapinoe đã có trận ra mắt UEFA Women's Champions League trong trận lượt đi của vòng tứ kết 2012–13 với FC Malmö vào ngày 20 tháng 3.  Cô ấy đã ghi một bàn thắng trong 24 phút trên sân góp phần vào chiến thắng chung cuộc 5–0 của Lyon.  Sau đó, cô ấy đã ghi một bàn thắng và thực hiện một pha kiến tạo trong chiến thắng 6–1 của Lyon trước FCF Juvisy ở trận bán kết lượt về.  Rapinoe trở thành người phụ nữ Mỹ thứ năm trong lịch sử chơi trận chung kết Champions League khi Lyon gặp đội bóng Đức VfL Wolfsburg vào ngày 23 tháng 5.  Lyon bị đánh bại 1–0 trong trận chung kết. Rapinoe kết thúc trận ra mắt Champions League sau năm lần ra sân, ghi hai bàn và thực hiện một pha kiến tạo. 
Sau khi trở lại Lyon trong mùa giải 2013–14,  Rapinoe đã ghi ba bàn sau tám lần ra sân cho câu lạc bộ.  Trong 2013–14 Champions League , cô ấy đã có bốn lần ra sân cho Lyon và ghi một bàn trong trận thua 6–0 của đội trước FC Twente .  Lyon bị loại ở Vòng 16.  Vào tháng 1 năm 2014, có thông báo rằng Rapinoe đã kết thúc thời gian thi đấu cho Lyon sớm hơn dự định và sẽ trở lại Seattle Reign trong cả mùa giải 2014 .  Cô ấy đã kết thúc thời gian của mình với Lyon khi ghi được 8 bàn sau 28 trận trên mọi đấu trường. 

### Seattle Reign FC, 2013–nay
Vào năm 2013, Rapinoe đã tham gia Seattle Reign FC mà trước đó cô đã được bổ nhiệm vào Giải bóng đá nữ quốc gia .  Trước khi Rapinoe gia nhập đội, đội đã gặp khó khăn trong việc ghi bàn và bị dẫn trước 0–9–1 trong mười trận.  Với việc bổ sung Rapinoe, đội tuyển quốc gia của cô ấy và đồng đội cũ của Seattle Sounders Women, Hope Solo , và một số thay đổi về đội hình ở tuyến đầu, Reign đã cải thiện khả năng ghi bàn của họ và lật ngược kỷ lục giải đấu của họ. Trong trận đấu với đội cũ của cô ấy ở WPS, Chicago Red Stars, Rapinoe đã đóng vai trò trực tiếp trong cả bốn bàn thắng của Seattle - dẫn dắt đội giành chiến thắng 4–1 trước Chicago. Sau khi ghi hai bàn thắng và thực hiện một pha kiến tạo trong trận đấu, cô ấy được vinh danh là Cầu thủ xuất sắc nhất tuần của NWSL cho Tuần 16 của mùa giải NWSL 2013 .  Mặc dù chỉ chơi khoảng nửa mùa giải (12 trong số 22 trận đấu thường xuyên của mùa giải), Rapinoe là cầu thủ ghi nhiều bàn thắng nhất cho Reign với 5 bàn thắng. 
Sau khi bị chấn thương ở chân trong trận đấu đầu tiên trên sân nhà của mùa giải 2014 vào ngày 14 tháng 4, Rapinoe ngồi ngoài một số trận và xuất hiện ở mùa giải thứ hai vào ngày 3 tháng 7 trước Western New York Flash . Bốn bàn thắng và một pha kiến tạo của cô ấy trong mùa giải thường xuyên đã giúp Reign giành được danh hiệu mùa giải thường xuyên của giải đấu ( NWSL Shield ) với thành tích 16–2–6 và 54 điểm - hơn đội đứng thứ hai, FC Kansas City 13 điểm .  Trong trận bán kết playoff của đội với Washington Spirit , Rapinoe đã ghi một bàn thắng giúp Reign giành chiến thắng 2-1 và tiến vào trận chung kết tranh chức vô địch với FC Kansas City. Bất chấp bàn thắng của Rapinoe trong trận chung kết tranh chức vô địch, Reign cuối cùng đã bị Kansas City đánh bại với tỷ số 2-1. 
Rapinoe trở lại Reign cho mùa giải 2015 . Trong trận đấu đầu tiên của đội với Western New York Flash , cô ấy đã ghi hat trick chuyên nghiệp đầu tiên của mình và thực hiện một pha kiến tạo cho Jess Fishlock để giúp Reign đánh bại Flash 5–1.  Sau đó, cô được vinh danh là Cầu thủ xuất sắc nhất trong tuần của NWSL của giải đấu trong tuần 1 của mùa giải. 
Vào tháng 9 năm 2019, Reign FC đã công nhận Rapinoe, cùng với 11 người khác, là Huyền thoại của Reign FC, cùng với 36 huyền thoại trước đó. 
Trong mùa giải 2021 , Rapinoe đã ghi sáu bàn sau 12 lần ra sân cho câu lạc bộ và là đồng đội trưởng với Lauren Barnes .  Vào tháng 8 năm 2021, Rapinoe được vinh danh là Cầu thủ xuất sắc nhất tháng của NWSL .  The Reign kết thúc ở vị trí thứ hai trong mùa giải thông thường với thành tích 13–8–3 .  Sau khi tiến đến Vòng loại trực tiếp NWSL , họ bị loại bởi nhà vô địch cuối cùng là Washington Spirit . 
Vào ngày 8 tháng 7 năm 2023, Rapinoe thông báo rằng cô ấy sẽ từ giã sự nghiệp bóng đá chuyên nghiệp sau mùa giải Giải bóng đá nữ quốc gia 2023 . 

## Sự nghiệp quốc tế

### Đội tuyển trẻ quốc gia
Rapinoe chơi cho đội tuyển bóng đá quốc gia dưới 16 tuổi của Hoa Kỳ vào năm 2002 và cùng đội đến Pháp và Houston, Texas. Cô cũng chơi tại Giải đấu Quốc tế của Hiệp hội Bóng đá Thanh niên Hoa Kỳ ở Houston vào tháng 5 năm 2003. 
Từ năm 2003 đến năm 2005, Rapinoe chơi cho đội dưới 19 tuổi của Hoa Kỳ . Cô ấy đã có 21 lần ra sân và ghi được chín bàn thắng. Trại đầu tiên của cô với đội dưới 19 tuổi diễn ra vào tháng 1 năm 2003 tại Chula Vista, California. Cô đi cùng đội trong chuyến du đấu châu Âu đến Hà Lan và Đức vào tháng 7 năm 2003. Cô ghi bàn thắng đầu tiên cùng đội trong trận đấu với Mexico vào ngày 1 tháng 3 năm 2003. Rapinoe đã chơi ba trận tại giải 2004 CONCACAF giải đấu vòng loại dưới 19 tuổi, ghi được ba bàn thắng. Trong Giải vô địch thế giới FIFA U-19 nữ 2004ở Thái Lan, cô ấy đã ghi được ba bàn thắng cao nhất đội, trong đó có một bàn thắng trong trận tranh hạng ba với Brazil . 

### Đội tuyển quốc gia

#### Ra mắt đội tuyển quốc gia và hồi phục chấn thương, 2006–2009
Rapinoe được huấn luyện với đội tuyển bóng đá nữ quốc gia Hoa Kỳ lần đầu tiên trong Trại huấn luyện cư trú năm 2006 của đội ở Carson, California . Cô ra mắt đội tuyển cao cấp vào ngày 23 tháng 7 năm 2006, trong một trận giao hữu với Ireland . Cô ghi hai bàn thắng đầu tiên vào ngày 1 tháng 10 năm 2006, trong một trận giao hữu với Đài Loan . 
Do hai chấn thương ACL riêng biệt, Rapinoe đã không chơi cho đội cấp cao vào năm 2007 hoặc 2008 và sau đó bỏ lỡ FIFA Women's World Cup 2007 và Thế vận hội Bắc Kinh 2008. Khi trở lại đội năm 2009, cô đã dẫn đầu đội về số điểm với năm điểm, trong đó có hai bàn thắng và một pha kiến tạo. Cô ấy đã có mặt trong đội hình xuất phát trong sáu trong số bảy trận đấu mà cô ấy chơi cùng năm. 
Trong Algarve Cup 2009, Rapinoe đã ghi bàn ấn định chiến thắng trong trận đấu với Na Uy , dẫn dắt đội giành chiến thắng 1–0 trong trận đấu vòng bảng thứ ba của giải đấu. Sau khi Hoa Kỳ đứng đầu bảng, họ đã bị Thụy Điển đánh bại trong loạt sút luân lưu trong trận chung kết vô địch.

#### Giải vô địch bóng đá nữ thế giới 2011

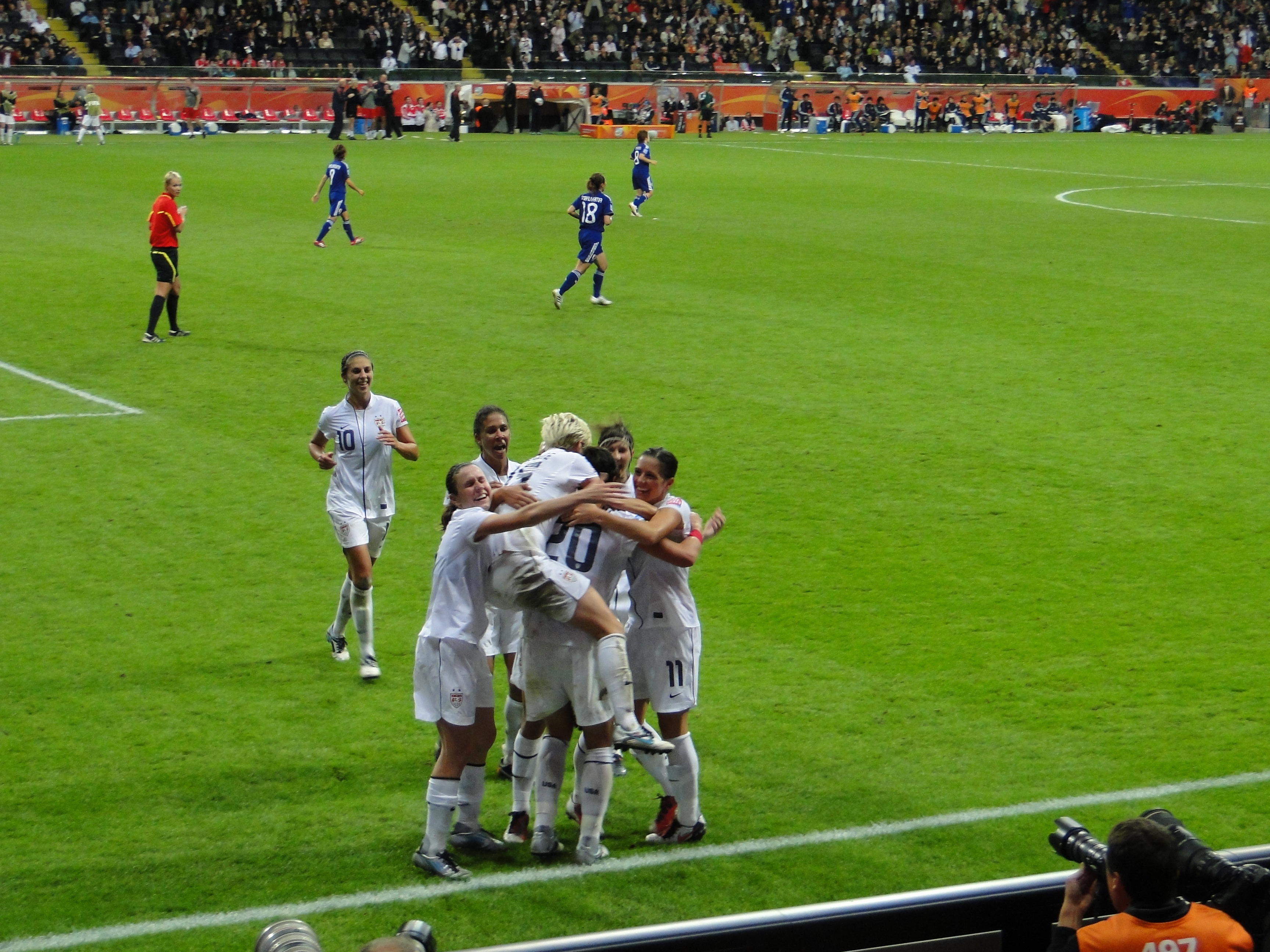
Rapinoe (trên cùng) ăn mừng với các đồng đội sau khi Hoa Kỳ ghi bàn thắng trong trận chung kết Giải vô địch bóng đá nữ thế giới 2011.

Năm 2010, Rapinoe đá chính tám trong số mười trận cô chơi và ghi bốn bàn cùng hai đường kiến tạo.  Rapinoe ghi bàn vào lưới Thụy Điển và Trung Quốc và hai lần vào lưới Guatemala tại Giải vòng loại World Cup nữ CONCACAF 2010 , trong đó cô chơi ba trận.  Sau khi Hoa Kỳ đứng thứ ba tại giải đấu, họ đã đến Ý để tranh một suất tham dự Giải vô địch bóng đá nữ thế giới 2011 trong trận play-off UEFA-CONCACAF với Ý . Trong trận đấu thứ hai của đội, Rapinoe thực hiện pha kiến tạo cho Amy RodriguezBàn thắng ấn định chiến thắng của trận đấu giúp Hoa Kỳ giành được suất dự World Cup 2011. 
Rapinoe đã được điền tên vào danh sách Hoa Kỳ tham dự Giải vô địch bóng đá nữ thế giới 2011 .  Trong trận đấu vòng bảng thứ hai của đội với Colombia, cô ấy bước vào trận đấu ở phút thứ 50 và ghi bàn gần như ngay lập tức để đưa Hoa Kỳ vươn lên dẫn trước 2–0. Rapinoe ăn mừng bàn thắng của mình bằng cách chạy đến góc bên trái khung thành Colombia, nhặt một chiếc micrô trên sân được sử dụng cho chương trình truyền hình của trận đấu, chạm vào nó và hát bài "Born in the USA" của Bruce Springsteen vào nó. 
Trong trận tứ kết với Brazil, Rapinoe vào sân thay người và thực hiện đường chuyền chính xác để Abby Wambach ghi bàn gỡ hòa cho Abby Wambach ở phút thứ 122 của trận đấu: bàn thắng giữ kỷ lục về bàn thắng gần nhất từng được ghi trong một trận đấu ở World Cup. Rapinoe sau đó đã chuyển đổi cú sút của cô ấy trong loạt sút luân lưu để giúp đưa Hoa Kỳ vào bán kết. Rapinoe mô tả về quả tạt vào phút cuối của cô ấy trong trận gặp Brazil: "Tôi vừa chạm một chạm và đập nó bằng chân trái. Tôi không nghĩ mình lại sút được một quả bóng như vậy bằng chân trái. bài đăng phía sau và con quái vật trên không trung đó chỉ cần nắm giữ nó." 
Sau trận đấu với Brazil, Rapinoe được bình chọn là Cầu thủ xuất sắc nhất trong tuần của ESPN vì đã hoàn thành 5 trong số 10 quả tạt trong khi phần còn lại của đội là 0 cho 18. Cô ấy đã thực hiện một pha kiến tạo trong trận bán kết với Pháp ở mà Hoa Kỳ đã giành chiến thắng 3–1. Trong trận đấu cuối cùng đầy kịch tính với Nhật Bản trước 48.817 khán giả tại sân vận động Commerzbank-Arena ở Frankfurt đã bán hết vé và lượng khán giả truyền hình quốc tế kỷ lục, Rapinoe thực hiện pha kiến tạo thứ ba trong giải đấu cho Alex Morgan, người ghi bàn mở màn trận đấu. bàn thắng ở phút 69. Hoa Kỳ hòa Nhật Bản với tỷ số 2–2 trong hiệp phụ và hiệp phụ dẫn đến loạt sút luân lưu thứ hai của giải đấu. Họ đã bị đánh bại 3-1 trong các loạt luân lưu và kết thúc giải đấu với một huy chương bạc. Thành tích giải đấu của Rapinoe bao gồm một bàn thắng và ba đường kiến tạo.  Cô đã chơi trong tất cả sáu trận đấu cho Hoa Kỳ.

#### Thế vận hội London 2012
Rapinoe đã giúp đưa Hoa Kỳ giành huy chương vàng tại Thế vận hội Olympic 2012 ở London . Trong trận đấu vòng bảng thứ hai của đội với Colombia , cô ấy đã ghi bàn thắng ấn định chiến thắng ở phút 33 để nâng tỉ số lên 3–0 cho người Mỹ.  Sau khi Hoa Kỳ đánh bại Triều Tiên 1–0 trong trận đấu cuối cùng ở vòng bảng, họ đối mặt với New Zealand ở tứ kết và giành chiến thắng 2–0. 
Trong trận bán kết lượt đi đầy kịch tính với Canada trên sân Old Trafford , Rapinoe đã ghi hai bàn thắng gỡ hòa ở các phút 54 và 70. Bàn thắng đầu tiên của cô ấy được ghi trực tiếp từ một quả phạt góc  - một quả phạt góc không thể chạm vào lưới của một cầu thủ khác.  Cô là cầu thủ đầu tiên và duy nhất cho đến nay, nam hoặc nữ, ghi được bàn thắng trên Olimpico tại Thế vận hội Olympic.  Hoa Kỳ đánh bại Canada 4–3 với bàn thắng ở phút bù giờ thứ 123 của Alex Morgan. Với hai bàn thắng của mình, Rapinoe là một trong năm cầu thủ duy nhất, bao gồm Wei Haiying, Cristiane, Angela Hucles và Christine Sinclair, đã ghi hai bàn trong trận bán kết Olympic.

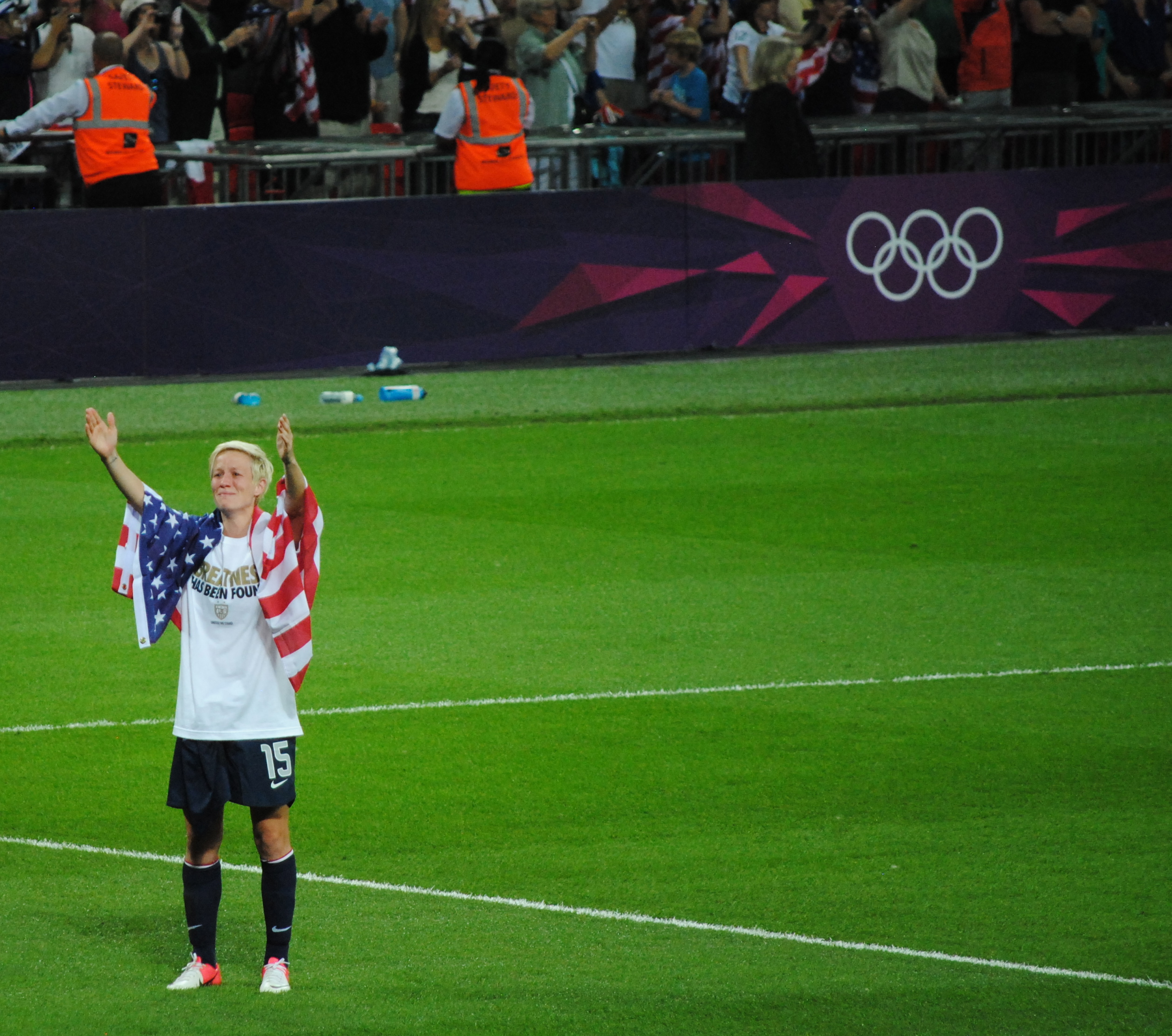
Rapinoe sau trận tranh huy chương vàng tại Thế vận hội mùa hè 2012; Ngày 9 tháng 8 năm 2012.

Đội tuyển Hoa Kỳ đã giành được huy chương vàng sau khi đánh bại Nhật Bản với tỷ số 2-1 tại Sân vận động Wembley trước 80.203 khán giả - số lượng khán giả đông nhất từ trước đến nay đối với môn bóng đá nữ Olympic.  Rapinoe kiến tạo cho Carli Lloyd ghi bàn thứ hai trong trận chung kết ở phút thứ 53.  Cô kết thúc giải đấu với 3 bàn thắng và 4 pha kiến tạo (cùng với Alex Morgan).  Được đánh giá rộng rãi là một trong những cầu thủ hàng đầu của Thế vận hội, Rapinoe đã có tên trong nhiều danh sách 'Đội của Giải đấu' bao gồm cả những người được chọn bởi BBC  và All White Kit. 
Rapinoe đã đạt được 8 bàn thắng và 12 pha kiến tạo tốt nhất sự nghiệp cho Hoa Kỳ vào năm 2012.

#### 2013–2014

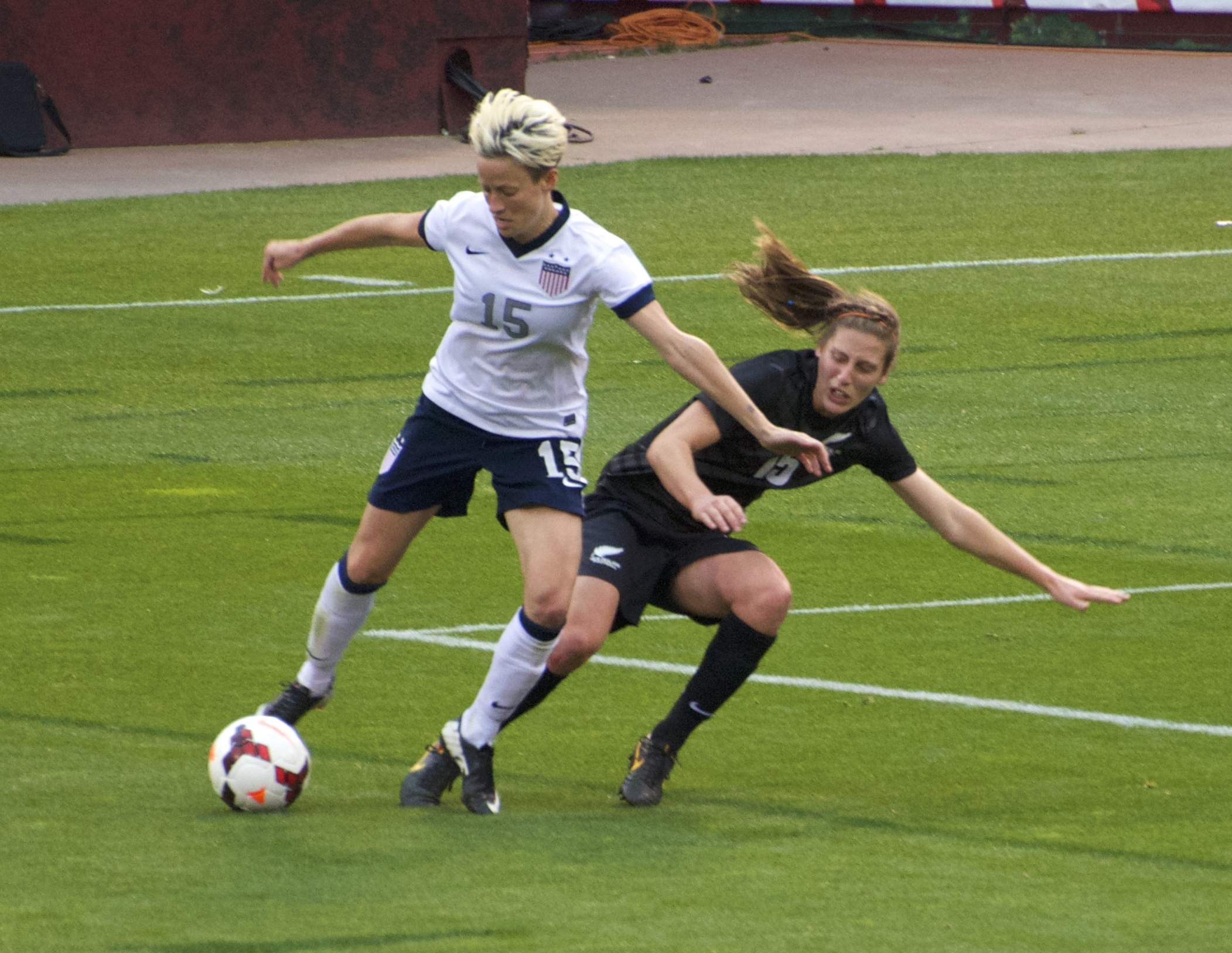
Rapinoe tranh giành bóng trong trận đấu với New Zealand tại Candlestick Park năm 2013.

Tại Algarve Cup 2013 ở Bồ Đào Nha, Rapinoe được vinh danh là Cầu thủ xuất sắc nhất giải đấu, mặc dù chỉ ra sân ở 2 trong 4 trận mà Hoa Kỳ thi đấu. Cô đã bị chấn thương trong tập luyện và không thi đấu trong trận chung kết khi đội đánh bại Đức để giành cúp Algarve 2013.
Trong trận giao hữu với Hàn Quốc vào ngày 20 tháng 6 năm 2013, Rapinoe đã thực hiện một quả phạt góc và cuối cùng là đường kiến tạo cho Abby Wambach ghi bàn thắng thứ 159 quốc tế cho Abby Wambach. Bàn thắng của Wambach đã phá kỷ lục thế giới về số bàn thắng quốc tế mà nam hoặc nữ ghi được. Trong một trận giao hữu với New Zealand tại Candlestick Park ở San Francisco, California, Rapinoe đã ghi bàn mở tỷ số trận đấu trên một quả đá phạt trực tiếp (bàn thắng quốc tế thứ 23 của cô ấy) để giúp Hoa Kỳ giành chiến thắng 4–1 và được được đặt tên là Cầu thủ của trận đấu.

#### Giải vô địch bóng đá nữ thế giới 2015
Vào tháng 4 năm 2015, Rapinoe được điền tên vào danh sách tham dự Giải vô địch bóng đá nữ thế giới 2015 tại Canada do huấn luyện viên trưởng đội tuyển quốc gia Jill Ellis dẫn dắt. Trong trận đấu vòng bảng đầu tiên của đội với Úc, cô ấy đã ghi bàn mở tỷ số trận đấu ở phút thứ 12.  Cô cũng ghi bàn thắng thứ hai ở phút 78. Với một bàn thắng bổ sung được ghi bởi đồng đội Christen Press ở phút 61, Hoa Kỳ giành chiến thắng 3–1. 
Trong khi tập luyện cho trận đấu Victory Tour để ăn mừng chức vô địch World Cup của đội vào cuối năm 2015, Rapinoe đã bị rách dây chằng chéo trước. Trận đấu của đội tuyển quốc gia mà cô ấy đang huấn luyện sau đó đã bị hủy bỏ do điều kiện sân kém.

#### Giải vô địch bóng đá nữ thế giới 2019

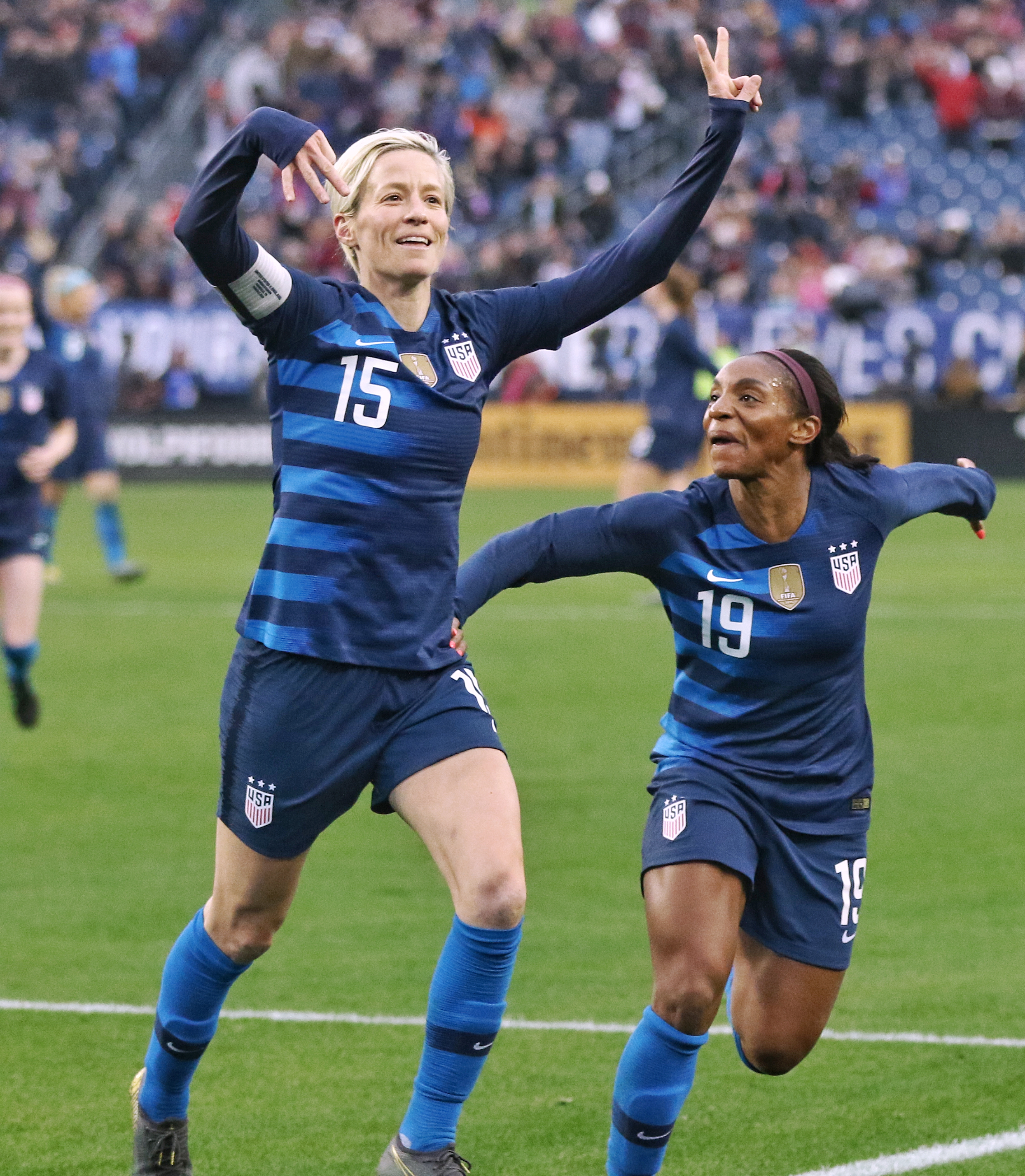
Rapinoe ăn mừng bàn thắng với đồng đội Crystal Dunn năm 2019.

Rapinoe được điền tên vào danh sách FIFA Women's World Cup 2019 của Hoa Kỳ vào tháng 5 năm 2019; đó là lần thứ ba của cô ấy tham dự World Cup. Trong chiến thắng 13–0 trước Thái Lan ở vòng bảng của giải đấu, cô ấy đã đóng góp một bàn thắng. Hoa Kỳ tiến đến vòng loại trực tiếp, nơi họ phải đối mặt với Tây Ban Nha. Rapinoe ghi hai bàn trong chiến thắng 2-1 đưa Mỹ vào tứ kết gặp nước chủ nhà Pháp. Phút thứ 5, Rapinoe ghi bàn trên chấm đá phạt giúp Hoa Kỳ sớm vươn lên dẫn trước. Cô ấy sau đó ghi thêm bàn thắng thứ hai, và Hoa Kỳ tiếp tục giành được một suất vào bán kết. Rapinoe được FIFA bầu chọn là Cầu thủ xuất sắc nhất trận đấu vì những màn trình diễn của cô ở vòng 16 và tứ kết. 
Vì chấn thương gân khoeo, Rapinoe buộc phải ngồi ngoài trong chiến thắng ở trận bán kết của Hoa Kỳ trước Anh , nhưng cô đã kịp bình phục để ra sân trong trận Chung kết Giải vô địch bóng đá nữ thế giới 2019. Trong trận chung kết vào ngày 7 tháng 7 trước một đám đông quá khích gồm 57.900 người hâm mộ tại Parc Olympique Lyonnais, Rapinoe đã ghi bàn thắng quốc tế thứ 50 của mình trên một quả phạt đền ở phút 61. Sau bàn thắng thứ hai của đồng đội Rose Lavelle, Hoa Kỳ đánh bại Hà Lan 2–0 để giành chức vô địch World Cup thứ hai liên tiếp. Ở tuổi 34, Rapinoe là người phụ nữ lớn tuổi nhất ghi bàn trong một trận chung kết World Cup và được vinh danh là Cầu thủ xuất sắc nhất trận.  Cô được trao tặng Chiếc giày vàng với tư cách là cầu thủ ghi nhiều bàn thắng nhất trong giải đấu với sáu bàn thắng, thi đấu ít phút hơn đồng đội của cô là Alex Morgan và Ellen White của đội tuyển Anh, người cũng ghi sáu bàn. Rapinoe cũng giành được giải thưởng Quả bóng vàng với tư cách là cầu thủ xuất sắc nhất giải đấu.

#### Thế vận hội Tokyo 2020
Vào ngày 5 tháng 8 năm 2021, cô ghi hai bàn trong chiến thắng 4–3 trước Úc trong trận tranh huy chương đồng của Thế vận hội Mùa hè 2020. 

#### Giải vô địch bóng đá nữ thế giới 2023
Vào ngày 21 tháng 6 năm 2023, Andonovski điền tên Rapinoe vào đội tuyển Hoa Kỳ tham dự Giải vô địch bóng đá nữ thế giới 2023 tại Úc - New Zealand.  Vào ngày 8 tháng 7, cô thông báo rằng Giải vô địch bóng đá thế giới 2023 sẽ là giải đấu lớn cuối cùng của cô và cô sẽ giã từ sự nghiệp bóng đá chuyên nghiệp vào cuối năm. 

## Danh hiệu

### Câu lạc bộ

#### Lyon
- Division 1 Féminine: 2012–13
- Coupe de France Féminine: 2012–13

#### Reign FC
- NWSL Shield: 2014, 2015

### Quốc tế
- FIFA Women's World Cup: 2015, 2019
- Olympic Gold Medal: 2012
- Olympic Bronze Medal: 2021
- Algarve Cup: 2011, 2013, 2015
- CONCACAF Women's Championship: 2014, 2018
- SheBelieves Cup: 2018, 2020, 2021
- Tournament of Nations: 2018
- CONCACAF Women's Olympic Qualifying Tournament: 2020

### Cá nhân
- Algarve Cup MVP: 2013
- NWSL Player of the Week: 2013 Week 16, 2015 Week 1, 2017 Week 11, 2017 Week 14, 2018 Week 1, 2018 Week 7
- NWSL Second XI: 2013, 2015, 2017, 2019
- NWSL Best XI: 2018
- IFFHS World's Best Woman Playmaker: 2019
- IFFHS Women's World Team: 2019
- The Best FIFA Women's Player: 2019
- FIFA Women's World Cup Golden Ball: 2019
- FIFA Women's World Cup Golden Boot: 2019
- FIFPro World XI: 2019, 2020
- FIFA Women's World Cup Final Player of the Match: 2019
- Ballon d'Or Féminin: 2019
- IFFHS CONCACAF Woman Team of the Decade 2011–2020

### Media
- ESPY Award - Best Team (2015, 2019 as a member of the U.S. Women's National Team)